# Jean Decety

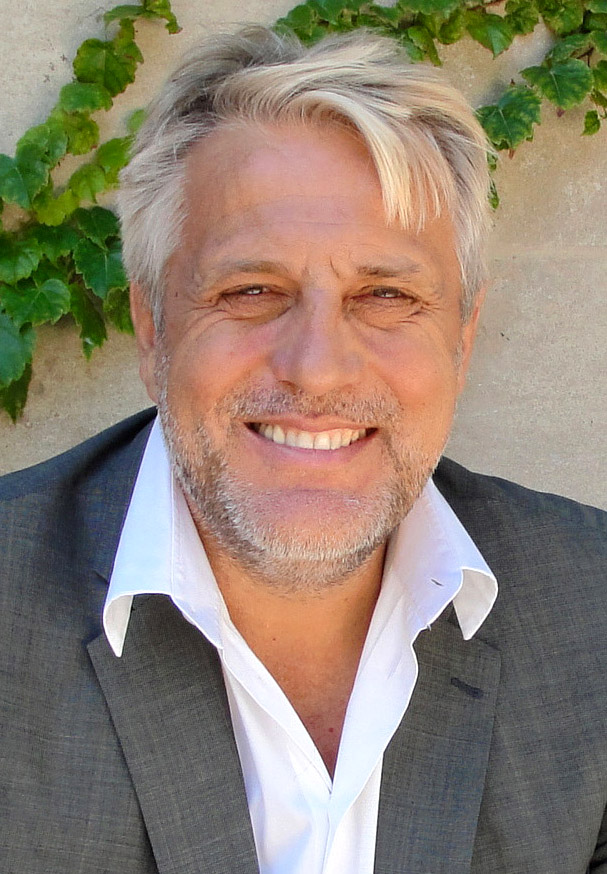
Jean Decety, 2015

Jean Decety (* 1960) ist ein französisch-amerikanischer Neurowissenschaftler und Experte auf dem Feld der Social Neuroscience. Die Erforschung der neurobiologischen Grundlagen interpersonaler Prozesse im Allgemeinen, sowie von Empathie, Sympathie und emotionaler Selbstregulation im Speziellen bilden den Schwerpunkt seiner Forschungstätigkeit. Decety hat die „Irving B. Harris“-Professur an der University of Chicago inne.

## Leben
Jean Decety schloss seine Studien an der Université Claude Bernard (Universität Lyon I) mit zwei Mastertiteln in Neurowissenschaften (1985) und Bio-/Medizintechnik (1987) sowie einem Ph.D. in Neurobiologie (1989) ab. Nach seiner Promotion arbeitete er als Postdoc-Stipendiat in der Abteilung für Neurophysiologie und Neuroradiologie am Karolinska Hospital in Stockholm, Schweden unter der Leitung von Per Roland. Danach war er bis 2001 Mitarbeiter am Institut national de la santé et de la recherche médicale (INSERM) in Lyon.
Decety ist Professor in den Departments of Psychology and Psychiatry an der University of Chicago und am zugehörigen College. Außerdem ist er Direktor des Social Cognitive Neuroscience Laboratory und Co-Direktor des Brain-Imaging-Center Brain Research Imaging Center. Des Weiteren ist Decety Mitglied des Center for Cognitive and Social Neuroscience und des Center for Integrative Neuroscience and Neuroengineering.
Jean Decety ist mit Sylvie Bendier verheiratet und hat zwei Kinder (Nathan und Glenn Ariel).
2013 erhielt Decety den Jean-Louis-Signoret-Preis, 2022 wurde er zum auswärtigen Mitglied der Academia Europaea gewählt.

## Publizistische Tätigkeit
Decety ist Hauptherausgeber der Fachzeitschrift „Social Neuroscience“ sowie Mitglied der Redaktion von „TheScientificWorldJOURNAL“ und „Neuropsychologia“. Außerdem ist wirkt er im Beratungsausschuss des France Chicago Center mit.

## Frühere Forschungen: Kognitive Neurowissenschaften
Im Rahmen seiner Promotion kombinierte Jean Decety Verhaltensdaten und physiologische Messungen mit funktioneller Bildgebung des Gehirns, um die neuronalen Grundlagen der mentalen Simulation von Handlungen zu erforschen (vergl. Kognitive Neurowissenschaft). Diese als „Mental Practice of Action“ oder auch als „Motor Imagery“ bezeichnete Technik wird unter anderem von Sportlern zur Verbesserung ihrer motorischen Fähigkeiten benutzt. In seinen Experimenten konnte Jean Decety zeigen, dass mentale Simulation von Aktionen physiologische Mechanismen zur Kontrolle von Herzfrequenz und Atmung, sowie die zugrunde liegenden neuronalen Netzwerke (Supplementär motorisches Areal, Prämotorischer Kortex, Cerebellum, parietaler Kortex und Basalganglien) fast genauso stark aktiviert, wie die Ausführung der tatsächliche Handlung selbst. Diese Systeme sind auch bei reiner Betrachtung von Handlungen anderer Personen aktiv.
Diese Forschungsergebnisse stützen die von Roger Sperry entwickelte so genannte Common Coding Theory, die auch von dem deutschen Psychologen Wolfgang Prinz vertreten wird. Kernaussage dieser Theorie ist, dass Handlungen im Sinne der wahrnehmbaren Auswirkungen, die durch sie verursacht werden, codiert werden. Decety und seine Kollegen nehmen an, dass diese Interaktion von Perzeption und Aktion eine wichtige Voraussetzung für soziales Verständnis ist und eine funktionelle Brücke zwischen Selbst- und Fremdperspektive bildet.

## Aktuelles Forschungsfeld: Soziale Neurowissenschaften
Die Erforschung der neuronalen Grundlagen von Empathie, Sympathie, Disstress, Handlungsbewusstsein, Perspektivnahme, emotionaler Regulation und moralischer Überlegung bildet den Schwerpunkt aktueller Forschungsprojekte. Kürzliche konnten Decety und seine Mitarbeiter zeigen, dass die Betrachtung von Schmerz bei anderen Personen die gleichen neuronalen Kreisläufe aktiviert wie die Wahrnehmung von Schmerz am eigenen Körper. Diese basale sensomotorische Resonanz gegenüber dem Disstress anderer Menschen spielt eine wesentliche Rolle für die Entwicklung von Empathie und moralischer Reflexion. Die Erkenntnis dieses Zusammenhanges ist insofern bedeutungsvoll, als sie ein besseres Verständnis verschiedener Krankheitsbilder ermöglicht, die mit verminderter Empathiefähigkeit und unterentwickeltem moralischem Verständnis einhergehen.
Im Rahmen aktueller Studien erforschen Decety und seine Mitarbeiter u. a. an inhaftierten Personen mit dissozialen Persönlichkeitsstörungen und an Kindern mit Conduct-Disorder-Veränderungen in neuronalen Netzwerken, die emotionaler Regulation und Empathie zugrunde liegen, wobei unterschiedlichste Verfahren zum Einsatz kommen (funktionelle Kernspintomographie, Diffusion-Tensor-Imaging, Analyse von Augenbewegungen und Pupillometrie, Messung der Antwort des autonomen Nervensystems und Untersuchungen des Verhaltens). Decety kooperiert mit verschiedenen Universitäten in den USA, sowie in Chile, Taiwan, Japan und Deutschland.

## Beiträge zur Empathieforschung
Nach Jean Decety setzt Empathie die Fähigkeit voraus, eigene und fremde Gefühle wahrzunehmen und zu einem Bild zu integrieren, wobei die richtige Zuordnung des Ursprungs der Emotionen im Sinne der „Meinhaftigkeit“ gewährleistet bleiben muss. Empathie erlaubt uns somit eine schnelle und automatische Anteilnahme am Gefühlsleben unserer Mitmenschen und wird unverzichtbare Komponente erfolgreicher sozialer Interaktion. Den Theorien zur Entwicklung sittlichen Verhaltens zufolge bildet dieses Einfühlungsvermögen die wesentliche Grundlage moralischen Verstehens und Handelns und wird so zur wichtigsten Motivation für Altruismus, trägt aber auch zur Vermeidung dissozialer Verhaltensweisen bei. Viele psychiatrische und psychosomatische Krankheitsbilder gehen mit einer verminderten Empathiefähigkeit einher, welche auf strukturellen und funktionellen Veränderungen in den zugrunde liegenden neuronalen Kreisläufen basiert.
Nach Decety erfordert empathisches Erleben drei miteinander interagierende und eigentliche nicht trennbare Grundkomponenten: So basiere die emotionale Teilnahme (1.) auf der Aufmerksamkeit (2.) gegenüber eigenen und fremden Emotionen und werde durch emotionale Regulation (3.) im Sinn der Verhinderung überschießender affektiver Reaktionen kontrolliert. Erst diese letzte und für das Wesen der Empathie so essentielle Fähigkeit ermögliche die Einordnung der Gefühle im Sinne einer Wahrung der „Meinhaftigkeit“. Decety argumentiert, dass gerade eine Beeinträchtigung dieser regulatorischen Funktion zu übermäßigem Eigenbezug als Antwort auf die Wahrnehmung fremder Emotionen und zu Disstress führe.
Vorausgesetzt, dass unser emotionales zwischenmenschliches Erleben wesentlich auf der Perzeption und Interpretation von Handlungen unseres Gegenübers basiert, gewinnt das Bewusstsein über den Ursprung eigener und fremder Handlungen eine wesentliche Bedeutung jenseits rein motorischer Funktion und Interaktion.
Hier schließt sich nun auch der Kreis mit Jean Decety’s früheren Forschungen zur Wahrnehmung und Planung von Aktionen.
Praktisch hat sich gerade die Empathie für Schmerz insofern als geeignetes Modell für anteilnehmendes Erleben herausgestellt, als es sich hierbei um eine grundlegende Erfahrung handelt und bereits ein fundiertes Wissen über die neurophysiologischen Vorgänge und die beteiligten Hirnareale (Somatosensorischer Cortex, Supplementär motorisches Areal, anteriorer cingulärer Cortex, Insula, periaquäduktales Grau und Thalamus) besteht.
In einer Reihe von Bildgebungsstudien und Magnetoenzephalographie-Experimenten konnten Decety und seine Mitarbeiter zeigen, dass die Anteilnahme am Schmerz einer anderen Person Aversion beim Betrachter auslöst, die durch Hirnareale vermittelt wird, welche als somatosensorische Spiegelneuronareale in die Prozessierung nozizeptiver Informationen involviert sind. Diese Anteilnahme erlaubt eine Integration des affektiven Erlebens anderer Menschen und der eigenen emotionalen Erfahrung mit Konsequenzen auf Verhaltensebene. Zusammen mit weiteren Einflussfaktoren wie persönliche Disposition, Biographie, Motivation, Kontext und der Fähigkeit zur emotionalen Selbstregulation führt der Grad an Überlappung der Aktivierungen der neuronalen Schmerzmatrices von Beobachter und unmittelbar Schmerz erlebender Person beim Betrachter zu Disstress im Sinne einer egozentrischen Motivation, oder aber zu Sympathie und Altruismus als Ausdruck einer auf den Mitmenschen hin zentrierten emotionalen Antwort. Diese Unterscheidung bezieht sich auf die Ergebnisse der Forschungen des Sozialpsychologen Daniel Batson, mit dem Decety kooperiert.

## Ausgewählte Arbeiten
- J. Decety, J. M. Cowell: The complex relation between Morality and empathy. In: Trends in Cognitive Sciences. Band 18, 2014, S. 337–339.
- J. Decety: A social cognitive neuroscience model of human empathy. In: E. Harmon-Jones, P. Winkielman (Hrsg.): Social Neuroscience: Integrating Biological and Psychological Explanations of Social Behavior. Guilford Publications, New York 2007, S. 246–270.
- C. Lamm, C. D. Batson, J. Decety: The neural substrate of human empathy: effects of perspective-taking and cognitive appraisal. In: Journal of Cognitive Neuroscience. Band 19, 2007, S. 42–58.
- J. Decety, J. Grezes: The power of simulation: Imagining one's own and other's behavior. In: Brain Research. Band 1079, 2006, S. 4–14.
- J. Decety, C. Lamm: The role of the right temporoparietal junction in social interaction: How low-level computational processes contribute to meta-cognition. In: The Neuroscientist. Band 13, 2007, S. 580–593.
- J. Decety: Perspective taking as the royal avenue to empathy. In: B. F. Malle, S. D. Hodges (Hrsg.): Other Minds: How Humans Bridge the Divide between Self and Others. Guilford Publishers, New York 2005, S. 135–149.

## Herausgegebene Bücher
- J. Decety, T. Wheatley (Hrsg.): The Moral Brain - A Multidisciplinary Perspective. MIT Press, Cambridge 2015.
- J. Decety, Y. Christen (Hrsg.): New Frontiers in Social Neuroscience. Springer, New York 2014.
- J. Decety (Hrsg.): Empathy - From Bench to Bedside. MIT Press, Cambridge 2012.
- J. Decety, J. T. Cacioppo (Hrsg.): The oxford Handbook of Social Neuroscience. Oxford University Press, New York 2011.
- J. Decety, W. Ickes (Hrsg.): The Social Neuroscience of Empathy. MIT Press, Cambridge 2009.
- J. Decety, C. D. Batson (Hrsg.): Interpersonal Sensitivity: Entering Others' Worlds. Psychology Press, Hove 2007.
- J. Decety (Hrsg.): Perception and Action: Recent Advances in Cognitive Neuropsychology. Psychology Press, Hove 1998.